# Campionati asiatici di nuoto 2016
I X Campionati asiatici di nuoto si sono svolti dal 14 al 20 novembre a Tokyo.
Organizzati dalla Asian Amateur Swimming Federation (AASF), hanno visto lo svolgimento di 56 eventi in 4 differenti discipline: 
- Nuoto (38): 17-20 novembre
- Nuoto sincronizzato (8):
- Pallanuoto (2): 14-20 novembre
- Tuffi (8): 17-20 novembre

Le sedi di gara sono state il Tokyo Tatsumi International Swimming Center per nuoto, nuoto sincronizzato e tuffi e il Tokyo Metropolitan Gymnasium per gli incontri di pallanuoto.

## Medagliere complessivo
| #      | Nazione       | Oro | Argento | Bronzo | Totale |
| ------ | ------------- | --- | ------- | ------ | ------ |
| 1      | Cina          | 27  | 29      | 14     | 70     |
| 2      | Giappone      | 25  | 24      | 19     | 68     |
| 3      | Corea del Sud | 4   | 0       | 1      | 5      |
| 4      | Vietnam       | 1   | 0       | 3      | 4      |
| 5      | Kazakistan    | 0   | 1       | 6      | 7      |
| 6      | Hong Kong     | 0   | 1       | 3      | 1      |
| 7      | Malaysia      | 0   | 1       | 1      | 2      |
| 8      | Uzbekistan    | 0   | 0       | 3      | 3      |
| 9      | Taipei cinese | 0   | 0       | 2      | 2      |
| 10     | Indonesia     | 0   | 0       | 1      | 1      |
| 10     | Iran          | 0   | 0       | 1      | 1      |
| 10     | Macao         | 0   | 0       | 1      | 1      |
| Totale | Totale        | 57  | 56      | 55     | 168    |

## Nuoto

### Uomini
| Evento               | Oro                                                               | Prestazione | Argento                                                                  | Prestazione | Bronzo                                             | Prestazione |
| Stile libero         |                                                                   |             |                                                                          |             |                                                    |             |
| 50 m                 | Katsumi Nakamura Yu Hexin                                         | 22"03       | -                                                                        | -           | Shunichi Nakao                                     | 22"41       |
| 100 m                | Park Tae-hwan                                                     | 48"57       | Katsumi Nakamura                                                         | 48"77       | Yu Hexin                                           | 48"81       |
| 200 m                | Park Tae-hwan                                                     | 1'45"16     | Wang Shun                                                                | 1'47"07     | Katsuhiro Matsumoto                                | 1'47"07     |
| 400 m                | Park Tae-hwan                                                     | 3'44"68     | Tsubasa Amai                                                             | 3'51"09     | Qiu Ziao                                           | 3'51"74     |
| 1500 m               | Park Tae-hwan                                                     | 15'07"86    | Qiu Ziao                                                                 | 15'14"14    | Shogo Takeda                                       | 15'20"47    |
| Dorso                |                                                                   |             |                                                                          |             |                                                    |             |
| 50 m                 | Xu Jiayu                                                          | 24"65       | Shunichi Nakao                                                           | 25"17       | I Gede Siman Sudartawa                             | 25"26       |
| 100 m                | Xu Jiayu                                                          | 53"02       | Li Guangyuan                                                             | 54"30       | Takeshi Kawamoto                                   | 54"39       |
| 200 m                | Xu Jiayu                                                          | 1'55"19     | Li Guangyuan                                                             | 1'57"47     | Keita Sunama                                       | 1'57"96     |
| Rana                 |                                                                   |             |                                                                          |             |                                                    |             |
| 50 m                 | Yasuhiro Koseki                                                   | 27"62       | Koichiro Okazaki                                                         | 27"70       | Li Xiang                                           | 27"84       |
| 100 m                | Ippei Watanabe                                                    | 59"99       | Yasuhiro Koseki                                                          | 1'00"02     | Yan Zibei                                          | 1'00"14     |
| 200 m                | Ippei Watanabe                                                    | 2'08"19     | Mao Feilian                                                              | 2'11"95     | Li Xiang                                           | 2'12"04     |
| Farfalla             |                                                                   |             |                                                                          |             |                                                    |             |
| 50 m                 | Masayuki Kishida                                                  | 23"66       | Li Zhuhao                                                                | 23"74       | Takeshi Kawamoto                                   | 23"97       |
| 100 m                | Li Zhuhao                                                         | 52"00       | Masato Sakai Takeshi Kawamoto                                            | 52"77       | -                                                  | -           |
| 200 m                | Masato Sakai                                                      | 1'54"53     | Daiya Seto                                                               | 1'55"45     | Yu Yingbiao                                        | 1'56"53     |
| Misti                |                                                                   |             |                                                                          |             |                                                    |             |
| 200 m                | Wang Shun                                                         | 1'56"66     | Daiya Seto                                                               | 1'57"80     | Keita Sunama                                       | 1'58"82     |
| 400 m                | Daiya Seto                                                        | 4'10"17     | Wang Shun                                                                | 4'15"10     | Mao Feilian                                        | 4'15"73     |
| Staffette            |                                                                   |             |                                                                          |             |                                                    |             |
| 4x100 m stile libero | Cina Lin Yongqing He Jianbin Liu Zhaochen Yu Hexin                | 3'16"37     | Giappone Katsumi Nakamura Junya Koga Katsuhiro Matsumoto Tsubasa Amai    | 3'17"25     | Corea del Sud J.Yang H.Lee J.Kim Park Tae-hwan     | 3'18"80     |
| 4x200 m stile libero | Giappone Katsuhiro Matsumoto Tsubasa Amai Daiya Seto Fuyu Yoshida | 7'13"14     | Cina Wang Shun Shang Keyuan Qiu Ziao Qian Zhiyong                        | 7'14"67     | Taipei cinese Chou W. Huang G. Tsai Y. An Ting-yao | 7'28"90     |
| 4x100 m misti        | Cina Xu Jiayu Li Xiang Li Zhuhao Yu Hexin                         | 3'33"43     | Giappone Masaki Kaneko Yasuhiro Koseki Takeshi Kawamoto Katsumi Nakamura | 3'35"48     | Taipei cinese Chou W. Lee H. Tsai Y. An Ting-yao   | 3'45"98     |

### Donne
| Evento               | Oro                                                            | Prestazione | Argento                                                         | Prestazione | Bronzo                                            | Prestazione |
| Stile libero         |                                                                |             |                                                                 |             |                                                   |             |
| 50 m                 | Rikako Ikee                                                    | 24"90       | Zhu Menghui                                                     | 24"91       | Liu Xiang                                         | 25"01       |
| 100 m                | Zhu Menghui                                                    | 53"44       | Rikako Ikee                                                     | 53"68       | Shen Duo                                          | 54"03       |
| 200 m                | Shen Duo                                                       | 1'56"71     | Ai Yanhan                                                       | 1'57"35     | Nguyễn Thị Ánh Viên                               | 1'59"31     |
| 400 m                | Li Bingjie                                                     | 4'07"16     | Chihiro Igarashi                                                | 4'08"69     | Zhang Yuhan                                       | 4'08"80     |
| 800 m                | Hou Yawen                                                      | 8'26"49     | Dong Jie                                                        | 8'35"21     | Nguyễn Thị Ánh Viên                               | 8'38"21     |
| Dorso                |                                                                |             |                                                                 |             |                                                   |             |
| 50 m                 | Fu Yuanhui                                                     | 27"86       | Wang Xueer                                                      | 28"01       | Emi Moronuki                                      | 28"39       |
| 100 m                | Fu Yuanhui                                                     | 59"70       | Wang Xueer                                                      | 1'00"03     | Emi Moronuki                                      | 1'01"09     |
| 200 m                | Chen Jie                                                       | 2'08"98     | Liu Yaxin                                                       | 2'09"91     | Rio Shiraii                                       | 2'10"53     |
| Rana                 |                                                                |             |                                                                 |             |                                                   |             |
| 50 m                 | Satomi Suzuki                                                  | 31"28       | Misaki Sekiguchi                                                | 31"39       | Shi Jinglin                                       | 32"04       |
| 100 m                | Misaki Sekiguchi                                               | 1'07"86     | Reona Aoki                                                      | 1'07"99     | Shi Jinglin                                       | 1'08"00     |
| 200 m                | Reona Aoki                                                     | 2'22"74     | Shi Jinglin                                                     | 2'24"19     | Misaki Sekiguchi                                  | 2'27"41     |
| Farfalla             |                                                                |             |                                                                 |             |                                                   |             |
| 50 m                 | Rikako Ikee                                                    | 25"74       | Lu Ying                                                         | 26"19       | Zhou Yilin                                        | 26"53       |
| 100 m                | Rikako Ikee                                                    | 57"46       | Chan Kin Lok                                                    | 59"82       | Yui Yamane                                        | 1'00"02     |
| 200 m                | Zhou Yilin                                                     | 2'07"40     | Zhang Yufei                                                     | 2'08"50     | Miyu Nakano                                       | 2'10"90     |
| Misti                |                                                                |             |                                                                 |             |                                                   |             |
| 200 m                | Yui Ōhashi                                                     | 2'11"46     | Runa Imai                                                       | 2'08"50     | Nguyễn Thị Ánh Viên                               | 2'12"95     |
| 400 m                | Nguyễn Thị Ánh Viên                                            | 4'37"71     | Sakiko Shimizu                                                  | 4'40"29     | Yui Ōhashi                                        | 4'44"75     |
| Staffette            |                                                                |             |                                                                 |             |                                                   |             |
| 4x100 m stile libero | Cina Sun Meichen Tang Yi Shen Duo Zhu Menghui                  | 3'37"10     | Giappone Rikako Ikee Tomomi Aoki Yui Yamane Sayuki Ouchi        | 3'37"71     | Hong Kong Sze Hang Yu Claudia Lau Chan            | 3'47"85     |
| 4x200 m stile libero | Cina Shen Duo Zhang Yuhan Ai Yanhan Wang Shijia                | 7'54"98     | Giappone Chihiro Igarashi Sachi Mochida Tomomi Aoki Rikako Ikee | 7'58"07     | Hong Kong Sze Hang Yu Katii Tang Claudia Lau Chan | 8'16"37     |
| 4x100 m misti        | Giappone Emi Moronuki Misaki Sekiguchi Rikako Ikee Tomomi Aoki | 3'57"97     | Cina Fu Yuanhui Shi Jinglin Zhang Yufei Zhu Menghui             | 3'58"58     | Hong Kong Wong Ip Chan Sze Hang Yu                | 4'10"58     |

### Medagliere del nuoto
| #      | Nazione       | Oro | Argento | Bronzo | Totale |
| ------ | ------------- | --- | ------- | ------ | ------ |
| 1      | Cina          | 18  | 18      | 13     | 49     |
| 2      | Giappone      | 16  | 19      | 14     | 49     |
| 3      | Corea del Sud | 4   | 0       | 1      | 5      |
| 4      | Vietnam       | 1   | 0       | 3      | 4      |
| 5      | Hong Kong     | 0   | 1       | 3      | 4      |
| 6      | Taipei cinese | 0   | 0       | 2      | 2      |
| 7      | Indonesia     | 0   | 0       | 1      | 1      |
| Totale | Totale        | 39  | 38      | 37     | 114    |

## Nuoto Sincronizzato
| Evento                     | Oro | Punti | Argento | Punti | Bronzo | Punti |
| Singolo                    | |       | |       | |       |
| Programma tecnico          | Yukiko Inui |       | Wang Ciyue                                                                                                 |       | Anastasiya Ruzmetova |       |
| Programma libero           | Yukiko Inui |       | Dai Shiyi                                                                                                  |       | Gulsanam Yuldasheva |       |
| Duo                        | |       | |       | |       |
| Programma tecnico          | Giappone Yukiko Inui Mai Nakamura |       | Cina Dai Shiyi Xiao Yanning                                                                                |       | Kazakistan Alexandra Nemich Yekaterina Nemich |       |
| Programma libero           | Giappone |       | Cina |       | Uzbekistan |       |
| Squadre                    | |       | |       | |       |
| Programma tecnico          | Giappone Sakiko Akutsu Juka Fukumura Aiko Hayashi Minami Kono Kei Marumo Kanami Nakamaki Asuka Tasaki Maiko Yamazaki Mai Nakamura Yuriko Osawa |       | Cina Chang Hao Feng Yu Huang Qiaoyan Ju Jiahui Li Mo Wang Ciyue Xiao Yanning Zhang Yayi Chen Yan Dai Shiyi |       | Kazakistan Yana Degtyareva Yelena Krylova Alina Matkova Aida Meimantay Yekaterina Simonova Daniya Talgatova Kristina Tynybayeva Olga Yezdakova Lika Gulyomina Renata Konovalenko |       |
| Programma libero           | Giappone |       | Cina |       | Kazakistan |       |
| Programma libero combinato | Giappone |       | Cina |       | Kazakistan |       |
| Programma Highlight        | Giappone |       | Cina |       | Kazakistan |       |

### Medagliere del nuoto sincronizzato
| #      | Nazione    | Oro | Argento | Bronzo | Totale |
| ------ | ---------- | --- | ------- | ------ | ------ |
| 1      | Giappone   | 8   | 0       | 0      | 8      |
| 2      | Cina       | 0   | 8       | 0      | 8      |
| 3      | Kazakistan | 0   | 0       | 5      | 5      |
| 4      | Uzbekistan | 0   | 0       | 3      | 3      |
| Totale | Totale     | 8   | 8       | 8      | 24     |

## Tuffi

### Uomini
| Evento              | Oro                       | Punti  | Argento                            | Punti  | Bronzo                            | Punti  |
| Tuffi individuali   |                           |        |                                    |        |                                   |        |
| Trampolino 3m       | Cina                      |        | Giappone                           |        | Giappone                          |        |
| Piattaforma 10m     | Cina                      |        | Cina                               |        | Giappone                          |        |
| Tuffi sincronizzati |                           |        |                                    |        |                                   |        |
| Trampolino 3m       | Cina Huang Bowen Xie Siyi | 404,37 | Malaysia Ooi Tze Liang Chew Yi Wei | 372,81 | Giappone Yuto Araki Eiji Hasegawa | 337,11 |
| Piattaforma 10m     | Cina                      |        | Giappone                           |        | Iran                              |        |

### Donne
| Evento              | Oro      | Punti  | Argento  | Punti  | Bronzo          | Punti  |
| Tuffi individuali   |          |        |          |        |                 |        |
| Trampolino 3m       | Cina     |        | Giappone |        | Macao           |        |
| Piattaforma 10m     | Si Yajie | 366,70 | Lian Jie | 349,20 | Minami Itahashi | 332,65 |
| Tuffi sincronizzati |          |        |          |        |                 |        |
| Trampolino 3m       | Cina     |        | Cina     |        | Malaysia        |        |
| Piattaforma 10m     | Cina     |        | Giappone |        | Malaysia        |        |

### Medagliere dei tuffi
| #      | Nazione  | Oro | Argento | Bronzo | Totale |
| ------ | -------- | --- | ------- | ------ | ------ |
| 1      | Cina     | 8   | 3       | 0      | 11     |
| 2      | Giappone | 0   | 4       | 5      | 9      |
| 3      | Malaysia | 0   | 1       | 1      | 2      |
| 4      | Iran     | 0   | 0       | 1      | 1      |
| 4      | Macao    | 0   | 0       | 1      | 1      |
| Totale | Totale   | 8   | 8       | 8      | 24     |

## Pallanuoto
| Evento           | Oro      | Argento    | Bronzo     |
| Torneo maschile  | Giappone | Kazakistan | Cina       |
| Torneo femminile | Cina     | Giappone   | Kazakistan |

### Medagliere della pallanuoto
| #      | Nazione    | Oro | Argento | Bronzo | Totale |
| ------ | ---------- | --- | ------- | ------ | ------ |
| 1      | Giappone   | 1   | 1       | 0      | 2      |
| 2      | Cina       | 1   | 0       | 1      | 2      |
| 3      | Kazakistan | 0   | 1       | 1      | 2      |
| Totale | Totale     | 2   | 2       | 2      | 4      |